# Юозас Зікарас
Юозас Зікарас (лит. Juozas Zikaras, 18 листопада 1881 — 10 листопада 1944) — литовський скульптор і художник, який створив дизайн монет довоєнних литовських литів.

## Біографія
Народився у селі Палюкай поблизу Паневежиса у Литві (тоді частина Російської імперії. Навчався у школі рисування І. П. Трутнєва та на вечірніх класах Юзефа Монтвілли у Вільні (1904—1906), далі в Санкт-Петербурзі у школі Товариства заохочення мистецтв (1907—1910). У 1910 році його прийняли в Академію мистецтв на відділення скульптури, де він займався під керівництвом професорів Г. Р. Залемана і В. А. Беклемішева.
Закінчивши курс Академії мистецтв у 1915 році, розпочав роботу над дипломною скульптурою, але був мобілізований в армію. Незакінчена робота «Мати» потрапила на виставку дипломних робіт, і в жовтні 1916 Зікарасу вручили диплом і срібну медаль.
Після демобілізації викладав у школах Петрограду. У 1918 році з сім'єю повернувся в Литву. В 1918—1928 роках викладав у гімназії в Паневежисі. З 1928-го жив у Каунасі, викладав у Школі мистецтв (1928—1940) та інституті прикладного і декоративного мистецтва (1940—1944). Викладав і під час німецької окупації, а за радянської влади отримав пропозицію стати професором.
Звинувачений НКВД у тому, що його сини належали до Лісових братів. Не витримавши допитів, здійснив самогубство. Похований на Пятрашюнському кладовищі у Каунасі.
Разом з дружиною Анеле мав чотирьох дітей, трьох синів і дочку. Сини емігрували на захід після Другої світової війни, один з них, Тейсутіс Зікарас став визнаним скульптором у Мельбурні. Дочка Аліте залишилася у Литві і продовжувала жити в батьківському домі в Каунасі. Завдяки її зусиллям більшість робіт батька пережили радянський час. У 1959 році вона організувала невелику виставку у батьковій майстерні. За її волею весь будинок перетворено на меморіальний музей у 2000 році. Будинок у на батьківщині скульптора в селі Палюкай став меморіальним музем у 1972 році.

## Творчість

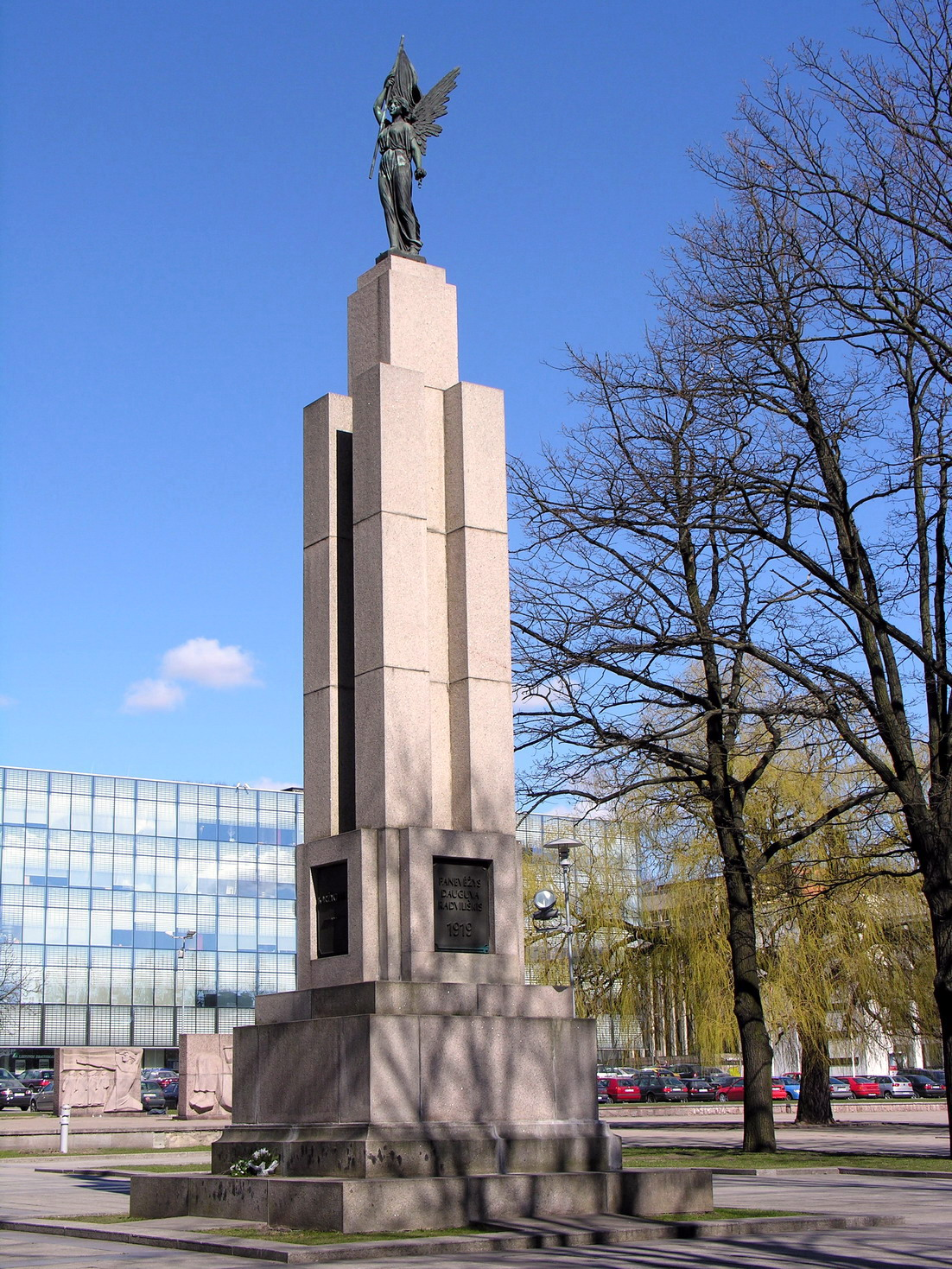
Статуя Свободи у Каунасі

У Паневежисі створив декілька скульптур монументального характеру (у тому числі і статую Свободи, 1922), барельєфів, скульптурних портретів. Найбільш видатні зразки його монументально-декоративних скульптур — статуя «Книгоноша» (бронза, 1928—1939) в Каунасі й «Атланти» (банк в Паневежисі, 1931). Створив ряд реалістичних скульптурних портретів — бюсти письменника Йонаса Басанавічюса (пам'ятник, бронза, 1930), історика Сімонаса Даукантаса (пам'ятник, бронза, 1924), поета й композитора Вінцаса Кудірки, поета Матаса Григоніса, барельєфи — президента Антанаса Сметони, його дружини Софії Сметонене, доктора Йонаса Шлюпаса та ін., також пам'ятні медалі, присвячені великому князю литовському Вітовту, єпископу Мельхіору Гедройцю, письменнику Юозасу Тумасу-Важгантасу.
Зікарас також є автором надгробка М. К. Чюрльоніса (цемент, бронза, 1931) на кладовищі Росса (Расу) у Вільнюсі. Найбільш відомий його твір — статуя Свободи у Каунасі перед Військовим музеєм Вітовта Великого. Встановлена у 1928, згодом вилучена радянською владою і відновлена 16 лютого 1989, ще до формального проголошення відновлення незалежності Литви. Скульптура зображена на реверсі банкноти 20 литів. Гіпсова репліка статуї встановлена у ніші Білого залу — головного церемоніального залу Президентури, резиденції президента Литви у Вільнюсі.
Створив також скульптури святих Петра і Павла, Спасителя та інші дл костелів Паневежиса та довколишніх містечок.
Монеты незалежної Литви (1918—1940) чеканилися за моделями Зікараса. Також Зікарас є автором ювілейної медалі 10-річчя Незалежності Литви (1928) і медалі відмінників військової служби (1940).
Варіант герба Литви, що використовувався на монетах роботи Зікараса, було прийнято після проголошення Литвою незалежності у 1990 році (у 1991 його було змінено).
Залишив також численні малюнки, рисунки, ілюстрації. Більшість його робіт — високопатріотичні.

### Роботи
- Скульптура «Книгоноша» (Knygnešys)
- Скульптура «Сум»
- Барельєв Йонаса Басанавічуса